# Conocephalus amabilis
Conocephalus amabilis är en insektsart som först beskrevs av Carl Stål 1861.  Conocephalus amabilis ingår i släktet Conocephalus och familjen vårtbitare. Inga underarter finns listade i Catalogue of Life.